# Горілий Луг
Горілий Луг (біл. вёска Гарэлы Луг) — село в складі Борисовського району Мінської області, Білорусь. Село підпорядковане Іканській сільській раді, розташоване в північно-східній частині області.

## Населення
- 1999 рік — 134 мешканця
- 2008 рік — 65 мешканців
- 2010 рік — 67 мешканців